# グレート小鹿
グレート小鹿（グレート こじか、本名：小鹿 信也（こしか しんや）、1942年4月28日 - ）は、日本のプロレスラー。北海道函館市出身。大日本プロレス会長。生年は1940年ともされる。長らく本名の姓の読みは「こじか」とされてきたが、75歳の誕生日を迎えた2017年4月28日、後楽園ホールでの自身の試合後に自身の姓の読みが「こしか」であることを公表した。また、この日に限って「グレート小鹿（こしか）」として試合を行っている。新潟プロレススーパーバイザー（元顧問）。

## 来歴
幼少期に父が失明し、小学3年から行商をしながら家計を助けた。中学卒業後、北海道湧別町の缶詰工場に就職。17歳のとき、一旗揚げたいという思いだけを持って東京を目指すべく、まずは遠軽駅から函館駅を目指した。函館の実家に一旦立ち寄って説得し、母は東京行きには猛反対したが、小鹿の意思は変わらなかった。追いすがる家族を振り切り、バスで函館駅の青函連絡船乗り場へ向かった。函館駅の青函連絡船の2等待合室で体格のよさを見込んだ九重親方の後援会の人に声をかけられて一緒に乗船。青函連絡船の船中や青森駅から上野駅に向かう夜行列車の車中で、九重親方が乗船していた青函連絡船の寝台船室や九重親方が自ら小鹿が乗車した3等車まで弁当を差し入れるなど腹いっぱいご馳走され、上野駅到着後、後援会の人に連れられ出羽海部屋に入門することとなる。初土俵は1959年9月場所、最高位は西三段76枚目。
1962年7月場所を持って力士を廃業。1963年、日本プロレスに入団。同年5月9日（10月13日説もあり）、駒角太郎戦においてデビュー。当初は本名の小鹿信也として試合をしていたが、1964年からは豊登の命名により、小鹿雷三（こじか らいぞう）にリングネームを変更する。1967年に大熊元司とともに海外修行で渡米、南部のテネシー地区やジョージア地区などで活動。テネシーでは同年10月、同地区版のNWA世界タッグ王座を奪取している。
1968年に大熊がホームシックで帰国した後も、フロリダ、デトロイト、ロサンゼルス地区などでシングルプレイヤーとして活躍。卑怯なヒール戦法を駆使して憎まれ役としての存在感を発揮した。ロサンゼルスではミル・マスカラスと抗争を繰り広げ、1969年12月19日に金網デスマッチでマスカラスを破り、同地区のフラッグシップ・タイトルだったNWAアメリカス・ヘビー級王座を獲得。翌年1月16日にロッキー・ジョンソンに敗れるまで保持した。
1970年9月に凱旋帰国。アメリカで名乗っていたグレート小鹿をリングネームに、同月25日開幕のNWAタッグ・リーグ戦に吉村道明と組んで出場した。シリーズ中はジャイアント馬場やアントニオ猪木のパートナーに起用されてメインイベントも務め、ニック・ボックウィンクルやアーニー・ラッドとのシングルマッチではアメリカ仕込みのラフファイトで反則負けとなるなどの活躍を見せた。
春のワールドリーグ戦にも、1971年の第13回大会と1972年の第14回大会に連続出場。いずれも戦績は芳しくなかったものの、第13回大会ではアンジェロ・モスカやゴードン・ネルソンから勝利を収めている。1973年3月3日には松岡巌鉄と組んでアジアタッグ王座を獲得したが、当時の日本プロレスは末期状態であり、4月17日のキラー・カール・クラップ&ジェリー・モンティとの防衛戦を最後にタイトルは一時封印された。4月20日には日本プロレス最後の興行となった群馬県吉井町大会のメインイベントに出場している（大木金太郎とのタッグでフリッツ・フォン・エリック&クラッシャー・リバースと対戦）。
日本プロレス崩壊後の1973年6月、全日本プロレスに移籍（正式には1976年3月31日までは、日本テレビと3年契約を結んだ上で全日本へ派遣されており、1976年4月1日付で全日本正式所属選手となる）。9月よりテキサス西部のアマリロ地区へ再渡米し、カン・フー・リー（Kung Fu Lee）のリングネームで活躍、10月18日にテリー・ファンクからNWAウエスタン・ステーツ・ヘビー級王座を奪取する。同地区ではパク・ソン、サイクロン・ネグロ、J・J・ディロン、キラー・カール・コックスなどと組み、当時ザ・ファンクスが保持していたインターナショナル・タッグ王座にも再三挑戦。グリーンボーイ時代のボブ・バックランドやスタン・ハンセン、そして日本から武者修行に出ていた鶴田友美とも対戦した。
1974年4月5日にはNWAの総本山だったセントルイスのキール・オーディトリアムに出場し、トーキョー・ジョーこと安達勝治と組んでレジー・パークス&ビリー・レッド・ライオンから勝利を収めた。同年下期からはテキサス東部のダラス地区に参戦。フリッツ・フォン・エリックをはじめ、レッド・バスチェン、ホセ・ロザリオ、イワン・プトスキー、ケン・パテラ、テキサス・マッケンジー、スコット・ケーシーらと対戦し、ブラックジャック・マリガンやスーパースター・ビリー・グラハムともタッグを組んだ。
その後は1976年3月26日、復活したアジアタッグ王座に大熊元司と組んで返り咲く。以降、大熊との名タッグチーム「極道コンビ」でアンダーカードの一時代を築いた。ジャイアント馬場の試合では必ずセコンドに付いていたほか、一時期は馬場の運転手も務めていた。また現役時代からプロモーター業を兼任して、そしてしっかり成功させていたという異色の選手であった。自らの引退興行（1988年7月31日、函館市千代台公園陸上競技場特設リング大会）も自分でプロデュースしている。事業家・小鹿信也の出発点である。
引退後、地元函館で事業を始める傍ら、プロモーター業を継続。後に天龍源一郎に請われてWARの営業部長に就任。巡業ルートの設定などに携わる。またタレント活動も行なっており、ミュージカルの出演経験もある（同じミュージカルには、女子プロレスを引退したミミ萩原も出演している）。
1994年12月、NOW崩壊の憂き目を見ていたケンドー・ナガサキや登坂栄児（NOW社長→大日本・統括部長）らとともに、横浜市に大日本プロレスを設立し、社長に就任。しかし観客動員に苦戦したことから、かつての全日本時代の後輩で、FMWの離脱後に「真FMW軍」を称して参戦していたターザン後藤との抗争アングルを展開し1995年に現役復帰。兵隊服を皮切りに、『料理の鉄人』『ゴルゴ13』などのコスプレをしてリングに上がる「コスプレ社長」として注目を浴びた。さらに前年の「メモリアル力道山」興行に端を発した長州力のインディ団体批判を受けて、1997年1月4日には新日本プロレスの東京ドーム大会に登場し、マサ斎藤と対戦した。この時の小鹿の衣装はタキシードに大量の手榴弾をぶら下げた異様なものであった。
若手が成長するにつれて自らがリングに上がることはなくなり、事業家としての活動が主となっている。2003年11月、宮城県仙台市に「プロレスちゃんこ小鹿」を、2006年3月には「ホルモン小鹿亭」をオープンさせた。また、同年3月から始めた小鹿自身が運営するブログ「小鹿注意報!」が大きな話題となり、12月にはそのブログをまとめた著書『グレート小鹿の「小鹿注意報!」－黄金のプロレス伝説、ここにあり!!』が五月書房から出版された。同年12月31日に行われた後楽園ホールでのインディーサミット2006に、大日本プロレス所属選手としてバトルロイヤルに出場。サポートはあったものの優勝を果たして賞金100万円を獲得、久々に彼の勇姿がファンの前に披露された。
2007年4月30日、「プロレスちゃんこ小鹿」が閉店。開店当初から地元の新聞・テレビに頻繁に取り上げられ、駐車場でプロレス大会を開催するなど一時は話題となったが、同年4月末をもって営業を終了した。それと同時に、小鹿は仙台での3年半の単身生活を終え、横浜の自宅へ戻った。続けて「ホルモン小鹿亭」も同年8月28日に営業を終了した。その後も首都圏に新店舗出店を計画し、この間にも自転車販売や歌手デビュー（WAVE春日萌花とのデュエット曲も発売）と、多くの副業をしようとして、団体経営上副業を快く思わない登坂栄児統括部長（当時）から妨害工作を受けたりする。
2008年12月18日、後楽園ホールでの昭和プロレス第2弾興行に出場。オープニング・マッチでザ・グレート・カブキと組み、日本プロレス崩壊から袂を分かっていた星野勘太郎&山本小鉄のヤマハ・ブラザーズと対戦した。
2009年からは、大日本プロレスに参戦している佐々木貴らが立ち上げたプロレスリングFREEDOMSに参戦。バラモン兄弟らと「小鹿軍団」を結成しリーダーとしてリングに上がる。同年12月31日から翌元日にかけて行われた『天下三分の計』にも出場。5対5の「ニューリーダー軍vsナウリーダー軍」のニューリーダーとしてTAKAみちのくに勝利した。また108人が参加したロイヤルランブル方式のバトルロイヤルにも20番目の選手として出場。途中退場になったものの全盛期を彷彿とさせるファイトで観客を大いに沸かせた。
2010年7月20日、りほ&ミスター6号と組みDDTの日本海6人タッグ選手権を獲得。同年7月25日、同じくりほ、ミスター6号をパートナーとしてDDTのUWA世界6人タッグ選手権、自由が丘広小路会認定6人タッグ選手権を獲得した。なお、この3つのベルトは、同年11月3日『 “DDTより愛を込めて～新木場5周年スペシャル” 11/3 1st RING大会その5』で、佐藤光留、松永智充、中澤マイケル組に小鹿が松永にフォールを取られ、ベルトが移動している。
2011年7月、大日本プロレス社長を退任（登坂が新社長に就任）、代表権のない会長となる。2012年、70歳となっても現役レスラーとしてリングに登場。6月には23年11ヵ月ぶりに全日本プロレスに参戦。当時のアジアタッグ王者チームだった関本大介&岡林裕二と組んで6人タッグマッチに出場し、曙、渕正信、浜亮太組と対戦した。
この時期は会長職にありながら大日本の試合に出場しておらず、また星野勘九郎と稲葉雅人が極道コンビへのリスペクトとして「平成極道コンビ」を結成する際も小鹿には話を通していなかった。しかし平成極道コンビのタイトルマッチでは「叔父貴」としてセコンドに立っている。
2013年5月2日のプロレスリングFREEDOMSの興行では、引退期間があるため公式にはされていないが「日本人選手でデビュー50周年を迎えるのは例がない」として『グレート小鹿50周年記念試合』が行われた。2014年3月13日には同じくFREEDOMSにて、ジ・ウィンガーをパートナーにKFCタッグ王座を獲得、初代の王者チームとなる。71歳でのチャンピオンは、当時の日本プロレス史上最高齢であった。72歳の誕生日となる同年4月28日には久々に大日本プロレスの後楽園大会に平成極道コンビとトリオを組んで出場したが、試合後の挨拶では「僕は知らない間に会長という名を授かり…」と会長就任の経緯を語り、リング上にいた登坂社長を崩れ落とした。
2015年7月20日の大日本プロレス『両極譚』（両国国技館大会）においては、平成極道コンビを従えて横浜ショッピングストリート6人タッグ王座に挑戦。テキサス式四つ葉固めで植木嵩行からギブアップを奪い、73歳2か月22日でベルトを獲得。日本最高齢タイトルホルダーの記録を大幅に更新した。
2017年8月27日、両国国技館で行われた『!BANG!TV世界ヘビー級選手権試合バトルロイヤル』（16人参加）に出場。全日本プロレス45周年を記念したイベントにおいて活躍し、最後は王者の西村修と一騎打ちになった。しかし、ドリー・ファンク・ジュニアの乱入によって横入り式エビ固めで敗退。参加者の1人であったアブドーラ小林は「これが全日本のやりかたか!? 乱入は大日本プロレスでも重大な反則だぞ。許されないぞ!」と憤慨した。
2018年8月8日、上野恩賜公園屋外ステージで行われた大日本プロレスの興行において、シマ重野の保持する新潟プロレス認定新潟無差別級王座に挑戦。12分17秒、チョークスラムからの片エビ固めでフォール勝ちを収め、76歳でのタイトル獲得という日本国内最年長記録を更新した。小鹿のシングル王座戴冠は、1973年10月にテリー・ファンクからNWAウエスタン・ステーツ・ヘビー級王座を奪取して以来であった。
2019年4月28日、新潟プロレスの東区プラザホール大会において、新潟タッグ王座の初代チャンピオン決定トーナメントに重野と組んで出場。決勝でビッグ・ハマ・ベイダー&スタン小林を破って優勝し、初代タッグ王者となった。この日が77歳の誕生日、すなわち喜寿での王座戴冠となり、国内現役最高齢記録を更新した。2020年10月25日に同王座を河上隆一&菊田一美に奪われるも、同年12月26日、東区プラザホール大会において奪還。78歳で王座に返り咲いた。
2021年12月18日、新潟プロレスの新潟タッグ選手権で4度目の防衛を果たし、最年長防衛記録を更新した。
2023年11月13日、81歳で新潟プロレスのビッグ・THE・良寛、鈴木敬喜と組み、大仁田厚、雷神矢口、佐野直組と「電流爆破4本有刺鉄線バリケードマットメガトン電流爆破デスマッチ」で対戦し勝利した。

## 逸話
- 最初は漁師を目指していたが、船酔いが苦手であり、漁師への道を断念した。東京へ行く際、函館駅の青函連絡船3等待合室に入ったが、酒臭さに耐えきれずに少ない所持金から100円を出して青函連絡船2等待合室を利用したという（3等利用客でも100円を出せば2等待合室を利用できた）[8]。函館駅の青函連絡船2等待合室を利用した事が、前述の通り角界入りやプロレスデビューへとつながる。
- アントニオ猪木が掲げた日本プロレス改革プランに小鹿も共鳴していたが、後に猪木は日本プロレスから除名処分を受けることになる[17]。新日本プロレス設立直後に、日本プロレスによる新日本プロレスに対する妨害工作の一環として、小鹿が日本プロレスのスポンサーから預かった日本刀をコートに忍ばせた上で、ミスター林と2人で新日本プロレス事務所へ殴り込みに行ったことがある。ターゲットは猪木・藤波辰爾・山本小鉄であったとされるが、その際に猪木と山本は不在で、藤波は奥の部屋に隠れていたため事なきを得ている[43]。小鹿によれば、新日本プロレスに日本プロレスに対するネガティブキャンペーンを行っていた人物がおり、その人物が許せずに新日本プロレス事務所に日本刀を持って殴り込みを掛けたものの、その時居合わせた事務員に「誰もいません」と言われて帰ったという[44]。1973年初頭には、坂口征二から新日本プロレス入りを打診されたこともある[44]。
- ジャイアント馬場が日本プロレスから退社する際、馬場は小鹿に対して「出ていく人間と残る人間がいざこざを起こさないようにしてほしい。社会に悪いイメージを与えるな。お前らの面倒は見るから」と言っていたという[17][44]。
- 1972年7月29日のジャイアント馬場退団会見直後、選手の中に「馬場を殺す」と息巻いている選手がいた。小鹿は芳の里から馬場のボディーガード役を命じられ、宿舎から会場・会場から宿舎・移動中に至るまで馬場に付きっ切りだったという。当時の映像を観た大日本プロレスの選手は「なんで会長が?」「自分が目立ちたかったんじゃないか?」と思っていたという[44]。
- 大熊元司との『極道コンビ』は非常に絆が強いコンビとして知られた。頑強だが気が弱い大熊を心身にわたって支え、大熊が怪我をしてほとんど動けない時には「とにかく熊さんは立っているだけでいいから」と言って小鹿一人で試合を組み立てるほどだったという。その理由はアメリカマットにおいて怪我で試合に出られなくなるということは、そのまま干されることに繋がるためであった。早過ぎる大熊の死に、小鹿は深く悲しんだ。
- 力道山最後の弟子であり、力道山時代の昭和のプロレスを語れる数少ないプロレスラーの一人でもあるが、実際に力道山と接したのは1年程であり、また当時は「大スターと新弟子」という関係だったため、力道山との思い出はそれほど無いという。プロレスラーを志してリキ・スポーツパレスに力道山を訪ねた際、その体格を見込まれ1か月後に入門が許されたが、1か月経って再び彼の元を訪れると、満足に食事ができず痩せて顔つきが変わっていたこともあり「お前は誰だ?」と言われたことがある[9]。
- 往年の名悪役アブドーラ・ザ・ブッチャー来日のきっかけを作った。米国遠征中の小鹿に対し、当時は日本ではまだ無名レスラーであったブッチャーが日本マット参戦を志願。ミスター・モトに仲介したことで日本プロレスへのブッキングが実現した。ブッチャーとは、全日本プロレスや大日本プロレスでも幾度となく対戦している。
- 全日本プロレス退団に関しては、1987年に相手のパイルドライバーを受けて首を負傷した。その事を馬場に報告したが、馬場の答えは「帰っていいよ」の一言だけだった[44]。医者から「あと1ミリずれていれば下半身不随となっていた」と宣告された。体が動かせるようになった直後に試合が行われていた相模原市へ向かい、馬場と面談したが、馬場の返事は「試合には出なくてもいい。もう辞めてもいいから」の一言だけだった。数日後に全日本プロレスから契約解除の通知が送られ、馬場によれば、小鹿の契約解除を決定したのは日本テレビから出向していた役員であったという[29]。自身をリストラ同然にプロレス引退に追い込んだ馬場に対して、後年のインタビューなどでも小鹿は思うところがある様子を見せている。
- 1984年、映画『修羅の群れ』に出演。
- 元陸上の長距離選手で全国高校駅伝・箱根駅伝に出場経験のある俳優の小鹿敬司は実子。
- 東日本大震災発生後、支援物資を届けるなど継続的に支援を続けている。岩手県下閉伊郡山田町で、心の復興を目指したプロジェクト「山田町に希望の花を咲かそう」を立ち上げた。1万本のひまわりの花を山田町の仮設住宅を中心とした各家庭に配布するもので、2014年6月8日、サカタのタネから提供された15000個の種をプランターに植えた[45]。
- 本来の姓の読みである「こしか」ではなく「こじか」と名乗っていたことについて「日本人の発音だと、『こしか』より『こじか』の方が応援に力が入る。1967年に海外修行に行く前にファンの言葉を耳にして、それでKOJIKA（こじか）にした。」と語っている[6]。
- 2022年10月にアントニオ猪木が亡くなったことから、力道山の弟子で現時点で健在の人物の一人である[注 1][46]。また、藤波辰爾、百田光雄と並び、日本プロレス出身の数少ない現役レスラーとなっている。
- 小鹿は日本プロレスの崩壊理由を「日本プロレス全体を１００としたら、アントニオ猪木が４９でジャイアント馬場が４９、自分たちは残りの２でしかないのに、誰もその事が分からなかった。二人がいなくなったら上手くいくはずがなかった」と評している。

## 得意技
- ニー・ドロップ
- スリーパー・ホールド
- アイアンクロー
- チョークスラム
- 顔面かきむしり

## 入場曲
- 「軍艦行進曲」瀬戸口藤吉

## 獲得タイトル
NWAミッドアメリカ
- NWA世界タッグ王座（テネシー版）：1回（w / 大熊元司）[13]

NWAハリウッド・レスリング
- NWAビート・ザ・チャンプTV王座：２回[47]
- NWAアメリカス・ヘビー級王座：1回[16]
  - 1969年12月19日、カリフォルニア州ロサンゼルスにてミル・マスカラスを破り獲得。
- NWAアメリカス・タッグ王座：2回（w / ジョン・トロス）[48]
  - 1970年6月12日、カリフォルニア州ロサンゼルスにてパンテラ・ネグラ&トニー・ロコを破り獲得。

NWAウエスタン・ステーツ・スポーツ
- NWAウエスタン・ステーツ・ヘビー級王座：1回[24]
  - 1973年10月18日、テキサス州アマリロにてテリー・ファンクを破り獲得。

日本プロレス / 全日本プロレス
- アジアタッグ王座：5回（w / 第27代松岡巌鉄、第28代、第31代、第33代、第34代大熊元司×4）[22]
  - 日本プロレス時代の最後の王者であり、全日本プロレス時代の最初の王者でもある。

DDTプロレスリング
- 日本海認定世界6人タッグ王座：1回（w / りほ&ミスター6号）
  - ケニー・オメガから王座譲渡され第3代王者に認定される。
- UWA世界6人タッグ王座：1回（w / 第44代りほ&ミスター6号）
- 自由が丘広小路会認定6人タッグ王者：1回（w / 第6代りほ&ミスター6号）
  - DDT「両国ピーターパン2010 〜夏休み ああ夏休み 夏休み〜」にて、UWA・自由が丘広小路会認定・日本海認定の6人タッグ3冠統一戦に勝利し、6人タッグ3冠王者となる。

プロレスリングFREEDOMS
- KING of FREEDOM WORLD TAG王座：1回（w / ジ・ウィンガー）
  - 王座決定リーグ戦の決勝で佐々木貴&高岩竜一を破り初代王者チームとなる。

大日本プロレス
- 横浜ショッピングストリート6人タッグ王座：1回（w / 第7代星野勘九郎&稲葉雅人）

新潟プロレス
- 新潟無差別級王座：1回（第6代）
- 新潟タッグ王座：2回（w / 初代、第3代シマ重野×2）

## 著書
- 『グレート小鹿の馬鹿モン!文句あっか!!』（1999年3月、ベースボール・マガジン社）ISBN 978-4583045634
- 『グレート小鹿の「小鹿注意報!」―黄金のプロレス伝説、ここにあり!!』（2006年1月、五月書房）ISBN 978-4772704540

## 出演
※「 - 」は役名
映画
- 吼えろ鉄拳（1981年8月8日、東映） - 東南鬼[49]
- 修羅の群れ（1984年11月17日、東映） - 会津川
- 極道渡世の素敵な面々（1988年6月11日、東映） - 根本寿夫
- 電エースカオス（2023年12月22日、エクストリーム）[50]

舞台
- リア王（2008年8月7日、横浜赤レンガ倉庫） - グレート・リア王[51]

テレビ
- 徳光和夫のプロレス自慢できる話（第21・22回、ミル・マスカラス編、2019年日テレジータス）